# Bill Hewitt
William Ernest „Bill“ Hewitt (* 8. Oktober 1909 in Bay City, Michigan; † 14. Januar 1947 in Sellersville, Pennsylvania) war ein US-amerikanischer American-Football-Spieler. Er spielte auf der Position des Ends unter anderem bei den Chicago Bears in der National Football League (NFL).

## Karriere

### Collegelaufbahn
Hewitt spielte während seines Studiums an der University of Michigan 1929 und 1930 zunächst als End, bevor er 1931 ein Jahr lang als Fullback bei den Michigan Wolverines eingesetzt wurde. In diesem Jahr wurde er in der Big Ten Conference zum Most Valuable Player gewählt. Die Zeitung Chicago Tribune zeichnete ihn für seine sportlichen Leistungen mit dem Silver Football aus. Mehrere Auszeichnungen erhielt er auch von seinem College.

### Profilaufbahn
1932 schloss er sich den Chicago Bears an. Die Bears hatten zahlreiche All-Pro-Spieler wie Red Grange oder Bronko Nagurski in ihren Reihen. Im gleichen Jahr gewann er mit den Bears die NFL-Meisterschaft. Ein Endspiel gab es damals noch nicht. Die Meisterschaft in der NFL wurde vom Tabellenführer gewonnen. 1933 wurde das erste Mal in der Liga ein Endspiel ausgetragen. Die Bears traten unter ihrem Head Coach George Halas an und trafen in diesem Jahr auf die von Steve Owen trainierten New York Giants und konnten diese mit 23:21 besiegen. Im Jahr darauf mussten sich die Bears den Giants allerdings im Endspiel geschlagen geben.
Bis in die 30er Jahre wurde das Angriffsspiel im Football durch das Laufspiel dominiert. In den nachfolgenden Jahren sollte sich das Passspiel als Angriffsmittel immer mehr durchsetzen. Hewitt gelangen immer wieder spielentscheidende Touchdowns. Er sollte dem Passspiel mit zum Durchbruch verhelfen. Von 1937 bis 1939 spielte Hewitt, der beim Spiel niemals einen Helm trug, bei den Philadelphia Eagles und beendete nach der Saison 1939 seine Laufbahn. Da während des Zweiten Weltkrieges Spieler knapp waren, kehrte er wie sein ehemaliger Mannschaftskamerad bei den Bears, Bronko Nagurski, auf das Spielfeld zurück und heuerte bei den Phil-Pitt Steagles an, einer Mannschaft der NFL, die sich aus Spielern der Eagles und der Pittsburgh Steelers zusammensetzte.
Während seiner neun Jahre im Profifootball konnte er in der Regular Season in 101 Spielen 102 Pässe fangen und 23 Touchdowns erzielen. Hewitt starb bei einem Autounfall. Er ist auf dem Holy Sepulchre Cemetery in Cheltenham beerdigt.

## Ehrungen
Aufgrund seiner Leistungen ist er Mitglied in der Pro Football Hall of Fame und im National Football League 1930s All-Decade Team sowie in der Michigan Sports Hall of Fame. Er war der erste Spieler, der für zwei Mannschaften, Chicago und Philadelphia, in das All-Star-Team der NFL gewählt wurde. Hewitt wurde insgesamt sechsmal auf diese Weise geehrt.